# Entretien avec un vampire (série télévisée)
Production
Diffusion
Chronologie
Mayfair Witches (2023)
Entretien avec un vampire (Anne Rice's Interview with the Vampire ou simplement Interview with the Vampire) est une série télévisée américaine, créée par Rolin Jones et diffusée depuis le 2 octobre 2022 sur AMC.
Il s'agit de l'adaptation du roman homonyme d'Anne Rice, publié en 1976, et de la première série télévisée de l'univers télévisuel Immortal Universe, inspiré par les œuvres de la même autrice.
Elle met en scène Jacob Anderson dans le rôle de Louis de Pointe du Lac, Sam Reid dans celui du vampire Lestat de Lioncourt, Bailey Bass de l'adolescente vampire Claudia, Assad Zaman de l'ancien vampire Armand et Eric Bogosian du journaliste Daniel Molloy.

## Distribution

### Acteurs principaux
- Jacob Anderson (VF : Diouc Koma) : Louis de Pointe du Lac
- Sam Reid (VF : Anatole de Bodinat) : Lestat de Lioncourt
- Eric Bogosian (VF : Michel Dodane) : Daniel Molloy
  - Luke Brandon Field (en) (VF : Jean-Rémi Tichit) : Daniel Molloy, jeune
- Bailey Bass (saison 1) / Delainey Hayles (saison 2) (VF : Léopoldine Serre) : Claudia
- Assad Zaman (VF : Shay Frantz) : Rashid / Armand
- Ben Daniels (VF : Thierry Wermuth) : Santiago (saison 2)

Photos des acteurs principaux
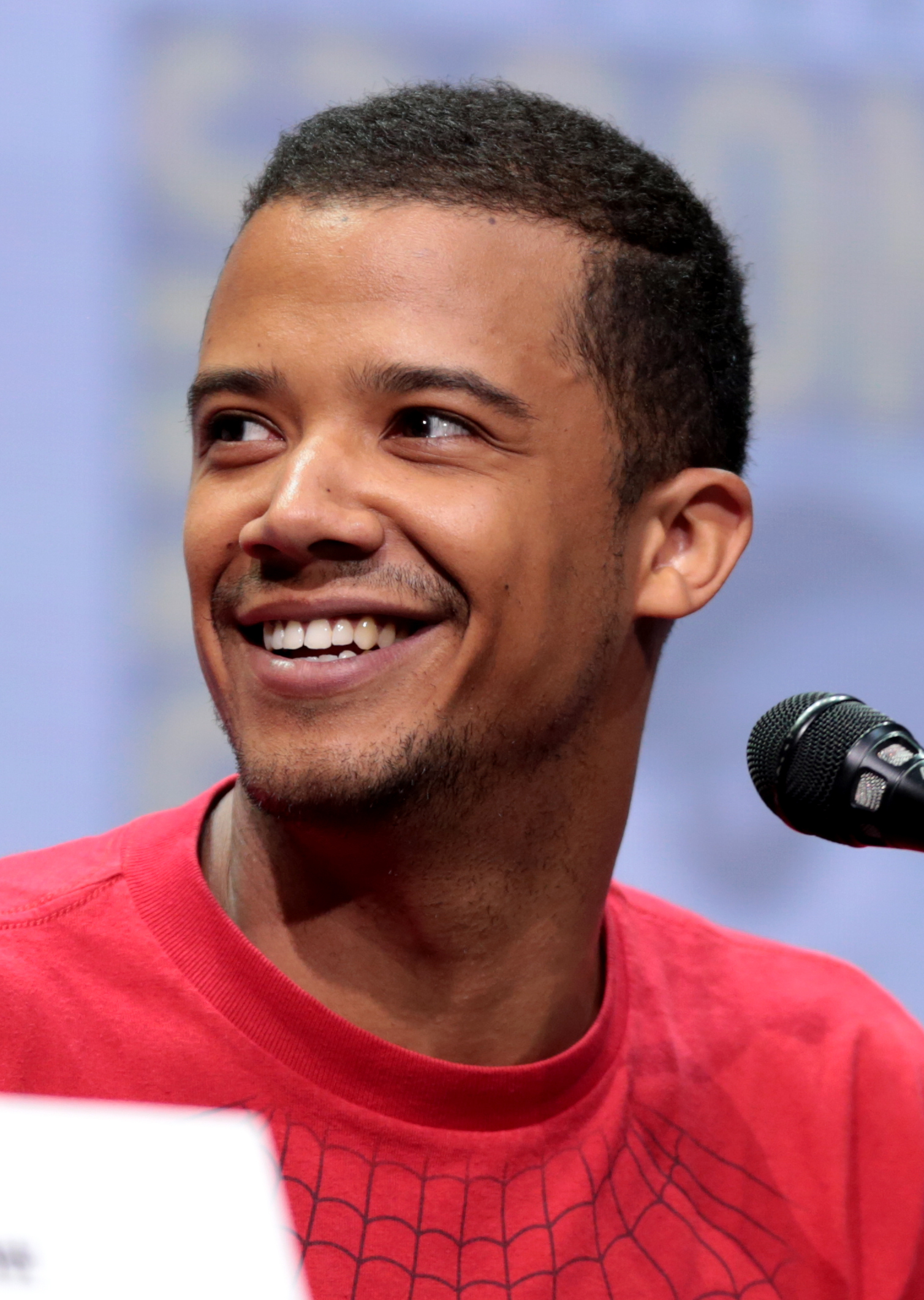
Jacob Anderson interprète Louis de Pointe du Lac
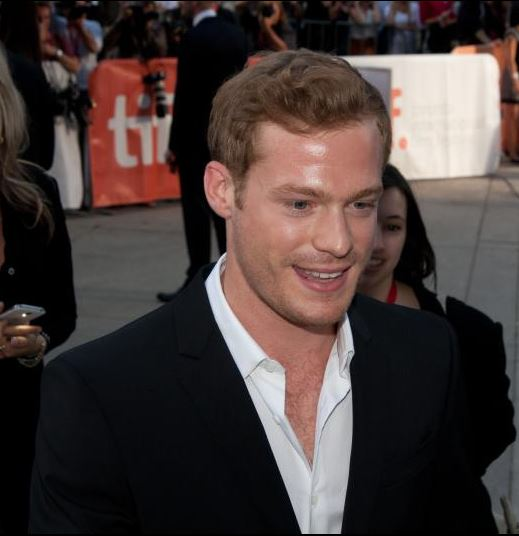
Sam Reid interprète Lestat
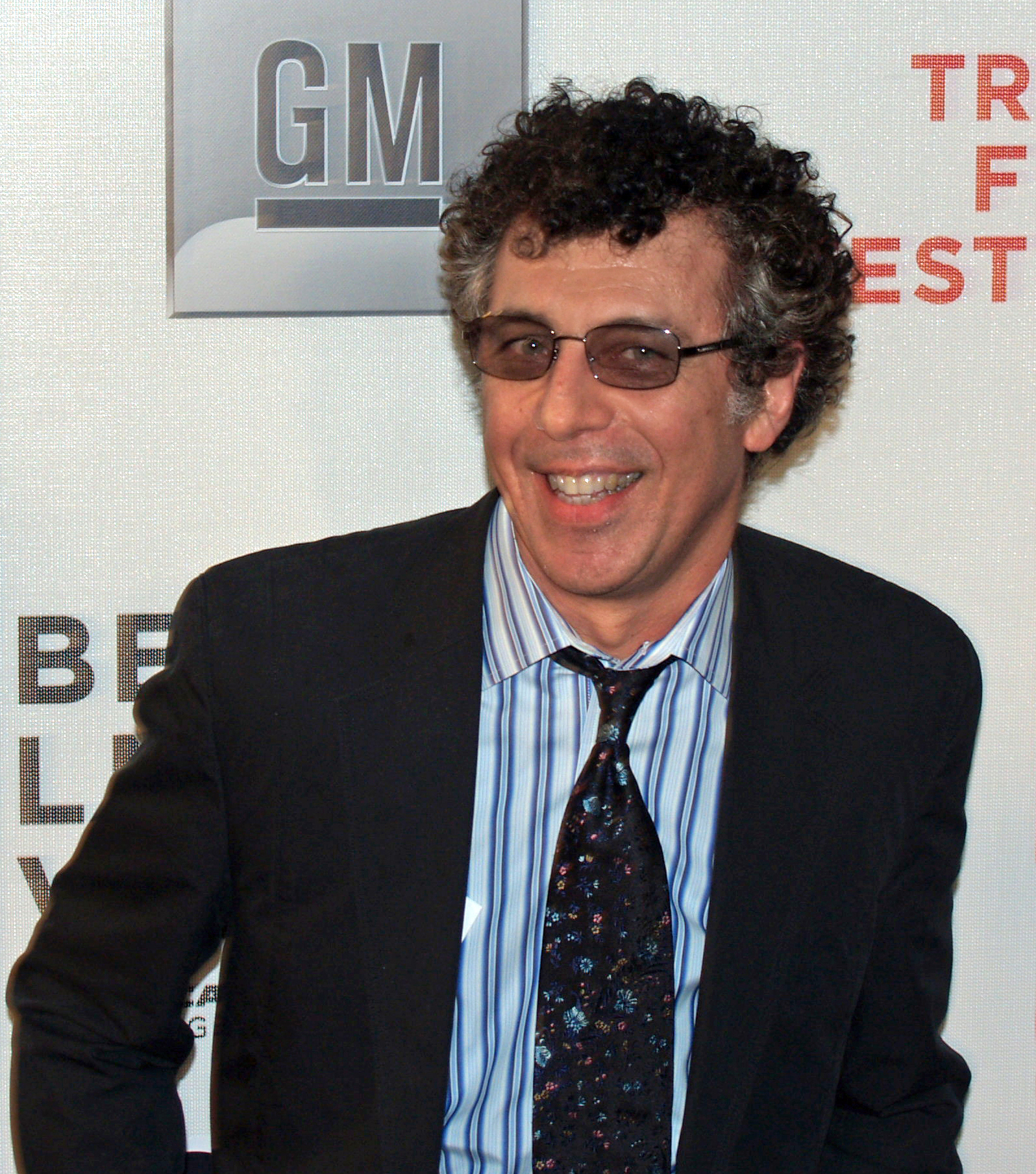
Eric Bogosian interprète Daniel Molloy
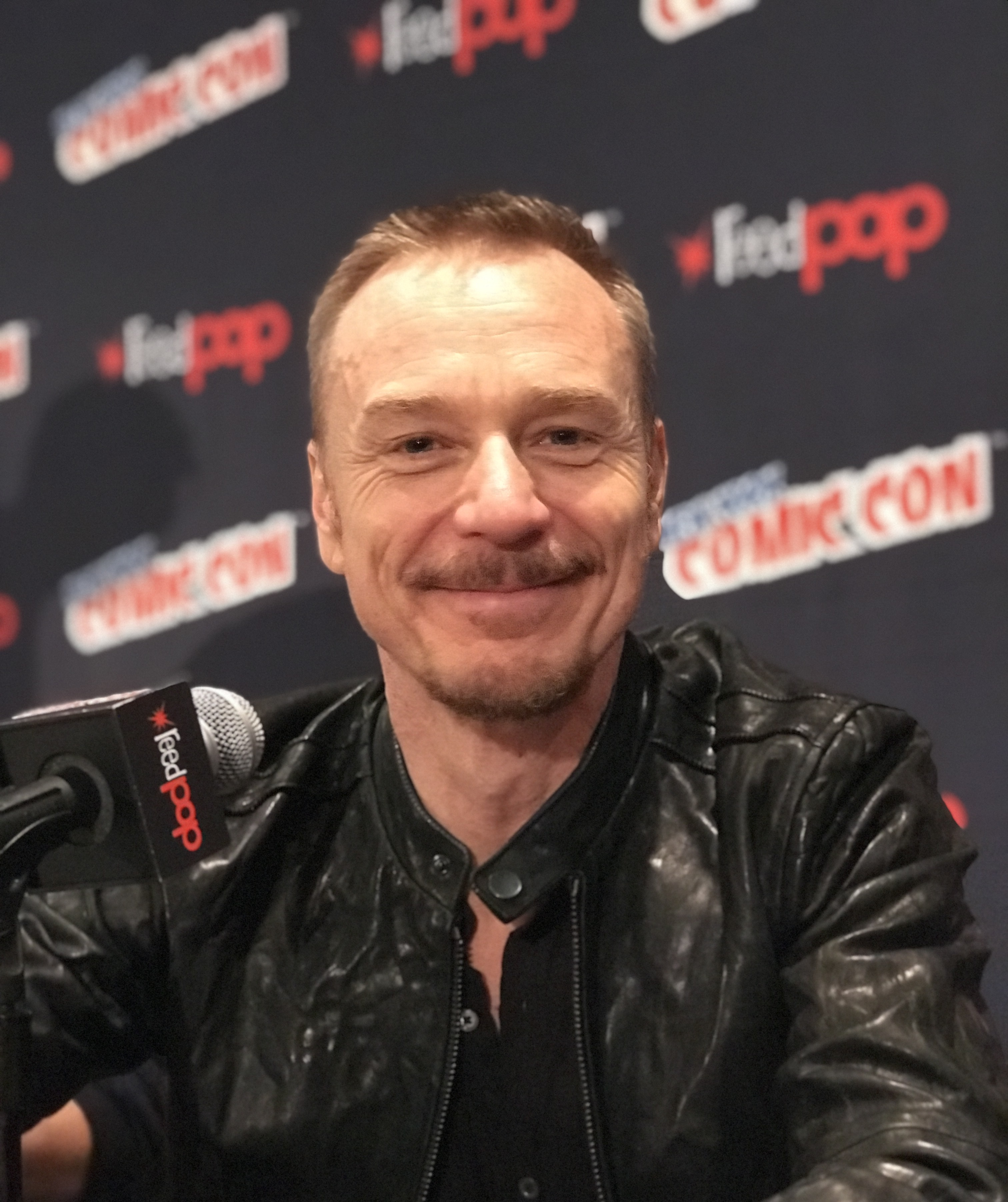
Ben Daniels interprète Santiago

### Acteurs récurrents
- Kalyne Coleman (VF : Corinne Wellong) : Grace de Pointe du Lac, la sœur de Louis
- Rae Dawn Chong (VF : Marie Bouvier) : Florence de Pointe du Lac, la mère de Louis
- Chris Stack (en) (VF : Charles Uguen) : Thomas « Tom » Anderson, le propriétaire du Fair Play Saloon, un bordel haut-de-gamme
- Christian Robinson (VF : Rody Benghezala) : Levi Freniere, le mari de Grace
- Maura Grace Athari (VF : Salomé Villiers) : Antoinette, une chanteuse de blues qui tombe amoureuse de Lestat

### Invités
- Steven Norfleet (VF : Grégory Quidel) : Paul de Pointe du Lac, le frère troublé de Louis
- John DiMaggio (VF : Franck Gourlat) : l'échevin Fenwick, un homme d'affaires cherchant à profiter de Louis
- Jeff Pope (en) (VF : Augustin Jacob) : Finn O'Shea, l'un des exécuteurs de Louis
- Dana Gourrier : Bricktop Williams, une prostituée qui travaille pour Louis
- Damon Daunno (en) (VF : Emmanuel Garijo) : Bruce, un vampire solitaire que Claudia rencontre lors de ses voyages

Source VF : cartons du doublage français.

## Production

### Développement
La série met en lumière les éléments homosexuels du travail d'Anne Rice, qui ne sont qu'insinués dans l'adaptation cinématographique du roman en 1994. C'est la première série télévisée entrant dans le Rice's Immortal Universe.
Le 13 mai 2020, AMC Networks annonce l'achat des droits de propriété intellectuelle englobant 18 des romans d'Anne Rice, notamment The Vampire Chronicles, ainsi que la possibilité de développer des adaptations (longs métrages et séries télévisées) à partir de cet accord en mai 2022.
En juin 2021, AMC commande huit épisodes pour Interview with the Vampire.
En septembre 2022, le renouvellement de la série est annoncé pour une deuxième saison de huit épisodes, avant même sa première ce 2 octobre sur AMC.
Elle est renouvelée pour une troisième saison le 26 juin 2024.

### Attribution des rôles
En août 2021, Sam Reid et Jacob Anderson sont annoncés pour les rôles principaux de Lestat et Louis, suivis de Bailey Bass dans le rôle de Claudia en octobre suivant.
En mars 2022, l'arrivée d'Eric Bogosian est rendue public.

### Fiche technique
Sauf indication contraire, les informations mentionnées dans cette section peuvent être confirmées par les bases de données cinématographiques IMDb et Allociné,  présentes dans la section « Liens externes ».
- Titre original : Anne Rice's Interview with the Vampire ou simplement Interview with the Vampire
- Titre français : Entretien avec un vampire
- Création : Rolin Jones (en)
- Réalisation : Levan Akin, Alexis Ostrander, Keith Powell, Alan Taylor et Craig Zisk
- Scénario : Coline Abert, Eleanor Burgess, Jonathan Ceniceroz, David B. Harris, Rolin Jones, Hannah Moscovitch et Ben Philippe
- Musique : Daniel Hart
- Direction artistique : Pavel Krejci, Kirsten Oglesby, Nealy Orillion, Dan Sucharipa, Martina Ter-Akopowá et Kimberley Zaharko
- Décors : Mara LePere-Schloop
- Costumes : Carol Cutshall et Lex Wood
- Photographie : Earle Dresner, Jesse M. Feldman, Stuart Howell et David Tattersall
- Montage : Victor Du Bois, Yuka Shirasuna, Leo Trombetta, Janet Weinberg et Lindsey Woodward
- Casting : Maya Kvetny et Kate Rhodes James
- Production : Jessica Held et Adam O'Byrne
- Production exécutive : Mark Johnson, Anne Rice, Rolin Jones, Christopher Rice, Alan Taylor et Mark Taylor
- Production associée : Cory Hubbard
- Coproduction : Eleanor Burgess et Oliver Coke
- Sociétés de production : AMC Studios, Dwight Street Book Club et Gran Via Productions
- Sociétés de distribution : AMC Networks
- Budget : n/a
- Pays de production :
- Langue originale : anglais, français
- Format : couleur – 2,00:1 (Univisium)
- Genre : drame, fantastique, horreur
- Nombre de saisons : 2
- Nombre d'épisodes : 15
- Durée : 46 à 71 minutes
- Date de première diffusion : 2 octobre 2022 sur AMC

## Épisodes

### Première saison (2022)
La première saison comporte sept épisodes, diffusés entre le 2 octobre et le 6 novembre 2022.
1. Plongés dans un émerveillement croissant (In Throes of Increasing Wonder…)
2. Après les fantômes de ton ancienne vie (…After the Phantoms of Your Former Self)
3. Suis-je l'incarnation ultime du diable ? (Is My Very Nature That of a Devil)
4. Une impitoyable petite tueuse assoiffée de sang ("...The Ruthless Pursuit of Blood with All a Child's Demanding")
5. Honteusement faim de ton cœur qui palpite (A Vile Hunger for Your Hammering Heart)
6. Comme des anges jetés en enfer par Dieu (Like Angels Put in Hell by God)
7. La chose gisait immobile (The Thing Lay Still)

### Deuxième saison (2024)
La deuxième saison comporte huit épisodes, diffusés entre le 12 mai et le 30 juin 2024.
1. "Qu'est-ce qu'un damné peut avoir à dire à un autre damné ?" (What Can the Damned Really Say to the Damned)
2. "Sais-tu ce que cela veut dire d'être aimé par la Mort ?" (Do You Know What It Means to Be Loved by Death)
3. "Sans peur" (No Pain)
4. "Je te veux toi, plus que tout au monde" (I Want You More Than Anything in the World)
5. "Inutile d'avoir peur, lancez l'enregistrement" (Don't Be Afraid, Just Start the Tape)
6. "La lumière avec laquelle Dieu a créé le monde, et ce, avant même que la lumière fût" (Like the Light by Which God Made the World Before He Made Light)
7. "Je n'ai pas pu l'éviter" (I Could Not Prevent It)
8. "Ainsi s'achève l'histoire. Il n'y a rien d'autre" (And That's The End of It. There's Nothing Else)

### Troisième saison (2025)
Elle est prévue pour 2025.

## Accueil critique
La première saison est saluée par la critique, notamment pour l'écriture,, le ton,, les costumes,, la musique,,, les performances des acteurs, (en particulier celles d'Anderson et Reid) et l'alchimie entre les personnages principaux,.